# Центр імені Митрополита Андрея Шептицького
Центр імені митрополита Андрея Шептицького — сучасний ресурсно-інформаційний центр Українського католицького університету відкритий у вересні 2017 року.
У ньому знаходяться бібліотека, навчальні аудиторії, конференц-зали, а також кафе та крамниці.

## Історія
Будівництво Центру було розпочато навесні 2015 року, а 10 вересня 2017 року будівля була урочисто відкрита. Це перша за часи незалежності України будівля, збудована спеціально для бібліотеки.

## Приміщення
Центр розташований у студмістечку Українського католицького університету. Це ділянка в історичному центрі міста Львів між Стрийським парком та будівлею Головного управління Державної фіскальної служби України у Львівській області. Поряд з приміщенням Центру розташовані студентський колегіум (гуртожиток), навчальний корпус та храм Софії — Премудрості Божої.
Архітектор — Штефан Беніш. Проєкт приміщення був розроблений у німецькому архітектурному бюро Behnisch Architecte. За участі львівського Chaplinskyy & Associates його було адаптовано до українських реалій. Вартість станом на вересень 2017 року склала 5,7 мільйона доларів.
Головним фундатором будівництва Центру став канадський підприємець та меценат українського походження Джеймс Констянтин Темертей. Також кошти для втілення проєкту залучались під час промоційної кампанії Українського католицького університету. Вона триває вже з 2011 року.
|  | «Що ми казали архітекторам: наша естетика є делікатна, філігранова. У нас яєчка помальовані, ми — у вишивках. І ви подивіться на цей фасад: це є відповідь Стефана Беніша на наш дух», — вважає владика о. Борис Ґудзяк. |

## Цікаві факти
- Дизайн фасаду виконано таким чином, що бібліотека нагадує стос книг.
- У бібліотеці Центру створена електронна пошукова система, яка працює через термінали, для самостійного пошуку необхідної книги.
- Фонд бібліотеки налічує понад 160 тисяч примірників книг, більшість з яких перебуває у вільному доступі.
- Студенти та викладачі працюють у навчальних аудиторіях, розташованих на 2, 3 та 4-му поверхах Центру.
- В офісах на п'ятому поверсі розміщується адміністрація Українського католицького університету.
- У Центрі працюють кафе і книжковий та сувенірний магазин[4].
- На даху Центру Шептицького встановлено сонячну електростанцію зі 117 панелей.